# Raffaele Spongano
Raffaele Spongano (* 2. Oktober 1904 in Cellino San Marco; † 26. November 2004 in Bologna) war ein italienischer Romanist und Italianist.

## Leben und Werk
Spongano war zuerst Gymnasiallehrer in Pisa, Galatina, Piacenza und Bologna, ab 1948 Professor für italienische Literatur an der Universität Padua und von 1963 bis 1974 in gleicher Funktion an der Universität Bologna. Er war Gründungsherausgeber der Zeitschrift Studi e problemi di critica testuale (1970) und Mitherausgeber der Zeitschrift Giornale storico della letteratura italiana.
Spongano war Ehrendoktor (1981) der Università del Salento in Lecce, zu deren Gründung und Aufbau er beigetragen hatte.

## Werke
- La poetica del sensismo e la poesia del Parini, Mailand/Messina 1933, 1946, 1964, Bologna 1969
- (Hrsg.) Giuseppe Parini, Il giorno e odi scelte, Turin 1938 (zahlreiche Auflagen)
- (Hrsg.) Antologia della letteratura italiana, 3 Bde., Mailand 1940–1942 (zahlreiche Auflagen)
- (Hrsg.) Melchiorre Cesarotti, Saggio sulla filosofia delle lingue, Florenz 1943
- Le prime interpretazioni dei Promessi sposi, Florenz 1947, Bologna 1967, 1973
- La prosa di Galileo e altri scritti, Messina/Florenz 1949
- (Hrsg.) Francesco Guicciardini, Ricordi, Florenz 1951, 1969 (kritisch)
- Il primo Parini, Bologna 1963, 1965 (Giuseppe Parini)
- Due saggi sull'Umanesimo, Florenz 1964
- Schemi di storia della letteratura italiana, Bologna 1965
- Nozioni ed esempi di metrica italiana, Bologna 1966, 1974, 1988
- (Hrsg.) Le rime dei due Buonaccorso da Montemagno, Bologna 1970
- (Hrsg.) Rispetti e strambotti del Quattrocento, Bologna 1971